# Koninginnenopera's
De Koninginnenopera's zijn drie grote opera's van Gaetano Donizetti met beroemde koninginnen in de hoofdrol, te weten: Anna Bolena (1831), Maria Stuarda (1834) en Roberto Devereux (1837).